# Округ Осиола (Флорида)
Осиола (енгл. Osceola County) је округ у америчкој савезној држави Флорида. По попису из 2010. године број становника је 268.685.

## Демографија
Према попису становништва из 2010. у округу је живело 268.685 становника, што је 96.192 (55,8%) становника више него 2000. године.
| Група             | 2000.           | 2010.           |
| Белци             | 102.792 (59,6%) | 108.292 (40,3%) |
| Афроамериканци    | 12.702 (7,4%)   | 30.369 (11,3%)  |
| Азијати           | 3.802 (2,2%)    | 7.406 (2,8%)    |
| Хиспаноамериканци | 50.727 (29,4%)  | 122.146 (45,5%) |
| Укупно            | 172.493         | 268.685         |